# ألفريد بوخرر
ألفريد بوخرر (بالألمانية: Alfred Bucherer) (و. 1863 – 1927 م) هو فيزيائي، وأستاذ جامعي من ألمانيا. ولد في كولونيا.
توفي في بون ، عن عمر يناهز 64 عاماً.

## مناصب وهيئات
أدار جامعة بون.